# Francis Nicolay
Francis Nicolay, né le 23 avril 1944 à Seraing et mort le 7 juillet 2002, est un joueur de football international belge actif durant les années 1960 et 1970. Il joue durant toute sa carrière au poste de milieu de terrain pour deux clubs de la région liégeoise, le RFC Seraing et le RFC Liège.

## Carrière
Francis Nicolay s'affilie à l'âge de douze ans au RFC Seraing. De 1956 à 1960, il évolue dans les différentes équipes de jeunes du club avant d'être intégré à l'équipe première, qui vient alors d'être reléguée en Division 3. Il fait ses armes chez les adultes et reçoit petit à petit de plus en plus de temps de jeu. En 1965, le club est champion dans sa série et remonte en Division 2. Après deux bonnes saisons, le club rentre dans le rang et termine finalement dernier en 1969, une place qui le condamne à retourner en troisième division. Malgré cela, un an plus tard, il est recruté par le RFC Liège, un club qui évolue en première division.
Francis Nicolay s'impose rapidement dans son nouveau club et devient un des joueurs importants dans le milieu de terrain liégeois. Ses bonnes prestations lui permettent d'être appelé en équipe nationale belge en mars 1974 pour jouer une rencontre amicale. En cinq ans, il joue 128 matches en Division 1 et inscrit 27 buts pour le RFC Liège.
Durant l'été 1975, il décide de retourner au club de ses débuts, le RFC Seraing, revenu en troisième division après avoir été relégué en Promotion après qu'il l'ait quitté cinq ans auparavant. Les deux saisons qui suivent sont plutôt de bonne facture, le club occupant le haut du classement mais la saison 1977-1978 est plus difficile et voit le club échouer à la dernière place, synonyme de nouvelle descente vers la Promotion. Francis Nicolay décide alors de mettre un terme à sa carrière de joueur.
Il reste présent dans le milieu du football liégeois encore durant un quart de siècle, d'abord au RFC Seraing puis au Standard de Liège où il s'occupe notamment du développement de l'école des jeunes. Il décède brusquement le 8 juillet 2002, à l'âge de 58 ans.

## Statistiques
| Saison                | Club                  | Championnat           | Championnat | Championnat | Coupe(s) nationale(s) | Coupe(s) nationale(s) | Total | Total |
| Saison                | Club                  | Division              | M.          | B.          | M.                    | B.                    | M.    | B.    |
| 1960-1961             | RFC Seraing           | Division 3            | -           | -           | 0                     | 0                     | 0     | 0     |
| 1961-1962             | RFC Seraing           | Division 3            | -           | -           | 0                     | 0                     | 0     | 0     |
| 1962-1963             | RFC Seraing           | Division 3            | -           | -           | 0                     | 0                     | 0     | 0     |
| 1963-1964             | RFC Seraing           | Division 3            | -           | -           | -                     | -                     | 0     | 0     |
| 1964-1965             | RFC Seraing           | Division 3            | -           | -           | -                     | -                     | 0     | 0     |
| 1965-1966             | RFC Seraing           | Division 2            | -           | -           | -                     | -                     | 0     | 0     |
| 1966-1967             | RFC Seraing           | Division 2            | -           | -           | -                     | -                     | 0     | 0     |
| 1967-1968             | RFC Seraing           | Division 2            | -           | -           | -                     | -                     | 0     | 0     |
| 1968-1969             | RFC Seraing           | Division 2            | -           | -           | -                     | -                     | 0     | 0     |
| 1969-1970             | RFC Seraing           | Division 3            | -           | -           | -                     | -                     | 0     | 0     |
| Sous-total            | Sous-total            | Sous-total            | -           | -           | -                     | -                     | 0     | 0     |
| 1970-1971             | RFC Liège             | Division 1            | -           | -           | -                     | -                     | 0     | 0     |
| 1971-1972             | RFC Liège             | Division 1            | -           | -           | -                     | -                     | 0     | 0     |
| 1972-1973             | RFC Liège             | Division 1            | -           | -           | -                     | -                     | 0     | 0     |
| 1973-1974             | RFC Liège             | Division 1            | -           | -           | -                     | -                     | 0     | 0     |
| 1974-1975             | RFC Liège             | Division 1            | -           | -           | -                     | -                     | 0     | 0     |
| Sous-total            | Sous-total            | Sous-total            | 128         | 27          | -                     | -                     | 128   | 27    |
| 1975-1976             | RFC Seraing           | Division 3            | -           | -           | -                     | -                     | 0     | 0     |
| 1976-1977             | RFC Seraing           | Division 3            | -           | -           | -                     | -                     | 0     | 0     |
| 1977-1978             | RFC Seraing           | Division 3            | -           | -           | -                     | -                     | 0     | 0     |
| Sous-total            | Sous-total            | Sous-total            | -           | -           | -                     | -                     | 0     | 0     |
| Total sur la carrière | Total sur la carrière | Total sur la carrière | 128         | 27          | -                     | -                     | 128   | 27    |

### Palmarès
- 1 fois champion de Division 3 en 1965 avec le RFC Seraing.

## Carrière internationale
Francis Nicolay compte une convocation et un match joué en équipe nationale belge. Celui-ci a lieu le 13 mars 1974 lors d'un match amical disputé en Allemagne de l'Est et se solde par une défaite 1-0. Titulaire au coup d'envoi du match, il est remplacé après 73 minutes de jeu.
Le tableau ci-dessous reprend toutes les sélections de Francis Nicolay. Le score de la Belgique est toujours indiqué en gras.
| Date       | Compétition  | Adversaire         | Lieu   | Score | Remarque |
| ---------- | ------------ | ------------------ | ------ | ----- | -------- |
| 13/03/1974 | Match amical | Allemagne de l'Est | Berlin | 1-0   | 73e      |